# Fiaccole nella notte
Fiaccole nella Notte (The Flickering Torch Mystery) è un romanzo giallo di Leslie McFarlane, firmato 
con lo pseudonimo collettivo Franklin W. Dixon e pubblicato nel 1943; fa parte della serie degli Hardy Boys, di cui è il ventiduesimo episodio.
Il libro è stato tradotto in norvegese, olandese e italiano.

## Trama
Incaricati dal mite studioso Asa Grable, i fratelli Frank e Joe Hardy indagano sulle ripetute e misteriose scomparse di rari bachi da seta dalle serre di una struttura di ricerca scientifica, mentre lavorano in una fattoria sperimentale durante le loro vacanze estive. Il mistero si infittisce includendo personaggi incappucciati, fiaccole notturne sulla baia e il furto di materiali da costruzione governativi - un caso su cui indaga Fenton Hardy, il loro famoso padre.

## Edizioni in italiano
- Franklin W. Dixon, Fiaccole nella notte, Il giallo dei ragazzi, Milano: A. Mondadori, 1971; 1975;